# Yavé Cahard
Yavé Cahard, né le 26 décembre 1957 à Sainte-Adresse, est un coureur cycliste français membre de l'équipe cycliste Peugeot en 1981 et 1982.

## Palmarès amateur

### Jeux olympiques
- Moscou 1980
  -  Médaillé d'argent de la vitesse individuelle

### Championnats du monde
- 1979
  -  Champion du monde de tandem (avec Franck Dépine)

### Championnats nationaux
- Champion de France de vitesse en 1978, 1979, 1980 et 1981
- Champion de France du kilomètre en 1978, 1979, 1980 et 1981

## Palmarès professionnel

### Championnats du monde
- Leicester 1982
  -  Médaillé de bronze de la vitesse individuelle professionnelle
- Zurich 1983
  -  Médaillé d'argent de la vitesse individuelle professionnelle
- Barcelone 1984
  -  Médaillé de bronze de la vitesse individuelle professionnelle

### Championnats nationaux
- Champion de France de vitesse en 1982 et 1985

## Distinctions
- Chevalier de l'ordre national du Mérite (1998)